# Тамшинер
Тамшинер (мар. Тамшэҥер) — деревня в Сернурском районе Республики Марий Эл. Входит в состав Верхнекугенерского сельского поселения.

## География
Находится в северо-восточной части республики Марий Эл на расстоянии приблизительно 10 км на юго-восток от районного центра поселка Сернур.

## История
Образовалась в начале XVII века на берегу ныне высохшей реки Тамшэнер. В 1834 году в ней проживали 167 человек, мари, в 1858 году — 243. В 1884—1885 годах в деревне Тамшинер с выселком Шуматовым в 55 дворах проживали 329 жителей. В 2004 насчитывается 83 хозяйства, 80 жилых домов. В советское время работали колхозы «1 Мая», имени Жданова и «Дружба».

## Население
Население составляло 272 человека (мари 96 %) в 2002 году, 327 в 2010.